# Pedro Álvares de Toledo, Marquês de Villafranca
Pedro Álvarez de Toledo, 2° Marquês da Villafranca (Espanhol:Pedro Álvarez de Toledo y Zúñiga, Marqués de Villafranca del Bierzo; 13 de julho 1484 - 21 de fevereiro 1553) foi o primeiro vice-rei espanhol de Nápoles, responsável por consideráveis mudanças sociais, econômicas e urbanas na cidade e no sul do reino italiano, em geral, governante proeminente do reinado de Carlos V.

## Biografia
Pedro foi o segundo filho do segundo Duque de Alba, Fadrique Álvarez de Toledo e Isabel de Zúñiga. Seu pai descendia da nobreza cristã antiga e da nobreza judia converso aristocracia igualmente. Pedro recebeu a habitual formação dos nobres da sua época, com base na tradição cavalheiresca e no culto da linhagem, que continuaria na Corte como pajem de Fernando o Católico, cujo pai sempre foi o apoio mais forte da aristocracia castelhana. Sua mãe Isabel de Zúñiga y Pimentel, filha do Duque de Béjar, veio de uma formação mista semelhante; os Pimentel, uma das principais famílias aristocráticas castelhanas, eram de origem judaica converso; por gerações, eles se casaram com a aristocracia cristã antiga e com outras nobres conversas.
O segundo duque de Alba também foi o arquiteto do casamento de seu filho com a segunda marquesa de Villafranca, María Osorio Pimentel, nascida em 1490, que, órfã e ainda menina, precisava de um forte apoio para fazer valer seus direitos sobre aquele feudo, envolvido em uma complicada crise de sucessão. Em 1501 Fadrique conseguiu formalizar o compromisso entre Pedro e Maria. As capitulações do casamento foram seladas entre o duque de Alba e a avó paterna da noiva, María Pacheco, em 30 de janeiro de 1503 e o casamento foi celebrado em Alba de Tormes em 8 de agosto do mesmo ano. A irmã de María Enríquez de Córdoba Juana Enríquez de Córdoba era Rainha de Aragão, mãe de Fernando II de Aragão e ancestral dos Hasburgos. Por meio dessa relação, Carlos V, Sacro Imperador Romano e rei da Espanha, era um primo distante de D. Pedro.
A Espanha assumiu o Reino de Nápoles em 1503 e solidificou seu domínio após a tentativa final e fracassada de França em 1529 para retomar o reino. O primeiro contato de Pedro com o campo de batalha provavelmente ocorreu durante a campanha de Roussillon em 1503, da qual Fadrique era capitão-geral. Em 1506, Pedro Álvarez de Toledo liderou um corpo de soldados para lutar contra os nobres que se opunham a Fernando, o Católico. Nas primeiras três décadas do século, uma sucessão de vice-reis inconsequentes governou o vice-reino. Dom Pedro chegou como vice-rei em setembro de 1532.
A reconstrução da cidade por Dom Pedro durou anos. As antigas muralhas da cidade foram expandidas e uma parede inteiramente nova foi construída ao longo da orla marítima. As fortalezas ao longo dessas muralhas e ao longo da costa da cidade foram modernizadas, e o Arsenale (os estaleiros navais) foi consideravelmente expandido. Pedro também construiu o palácio do vice-reinado, bem como uma dúzia de quarteirões de quartéis nas proximidades, uma grade quadrada de ruas alinhadas com edifícios de vários andares, única na Europa para a época (Hoje, essa seção de Nápoles ainda é chamada de "Bairro Espanhol"). O objetivo era fazer não apenas a cidade de Nápoles, mas o Golfo de Nápoles e, eventualmente, todo o vice-reino invulnerável, isto é, todo o sul da península italiana.
Socialmente, Dom Pedro era duro. Ele instituiu a execução sumária para pequenos furtos nas vias públicas e tornou crime capital sair armado à noite na cidade. Ele foi implacável ao lidar com os barões feudais no campo e encorajou sua mudança para a cidade ao alcance de uma autoridade central. Quando o anúncio da Inquisição finalmente veio em maio de 1547, o protesto foi imediato, tornando-se violento muito rapidamente. Não foi uma revolução popular, mas sim uma revolta de muitos da nobreza fundada dentro e ao redor de Nápoles e Salerno, proprietários que sabiam que a Inquisição tinha a reputação de confiscar a riqueza e as propriedades daqueles que ela questionava.

## Casamento e filhos
Dom Pedro casou-se com sua parente Maria Osorio Pimentel, 2ª marquesa de Villafranca del Bierzo. Eles tiveram três filhos:
- Sua filha mais velha, Ana Alvarez de Toledo e Pimentel, casada com Lopo de Moscoso Osório, 4º conde de Altamira.

- Seu único filho, Garcia de Toledo Osório tornou-se o 3º marquês de Villafranca del Bierzo e se casou com Vittoria Colonna.
- Sua filha mais nova, Eleonora, casou-se com o Grão-Duque Cosimo I de Médici 1539.

## Sepultamento

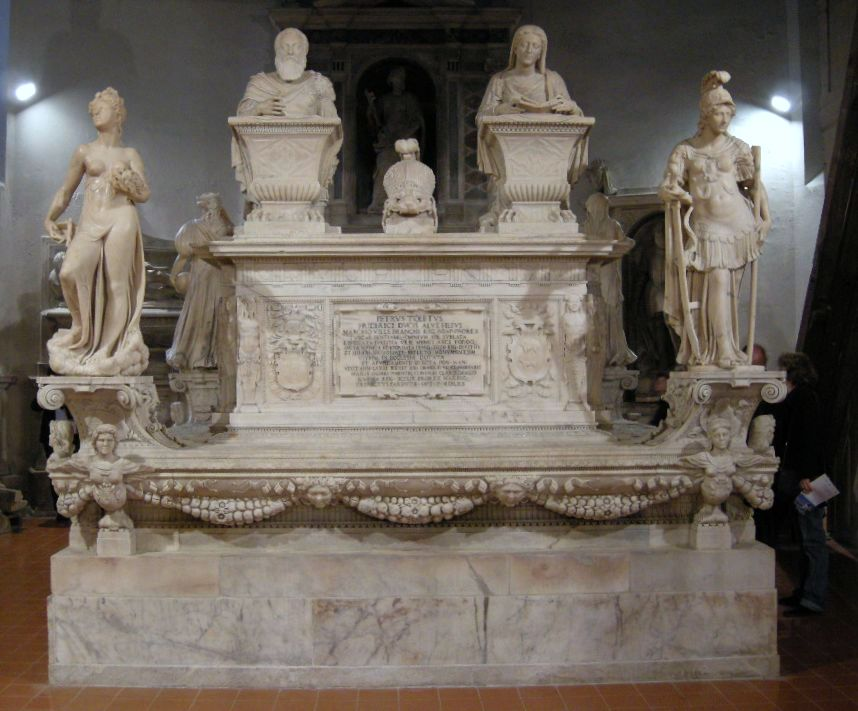
Sepulcro de Pedro de Toledo.

A reputação de Dom Pedro como construtor de cidades resistiu ao teste do tempo. A cidade de Nápoles ainda carrega sua marca em inúmeros lugares. Ele está sepultado na igreja de San Giacomo degli Spagnoli.[carece de fontes?]